# 塗壁

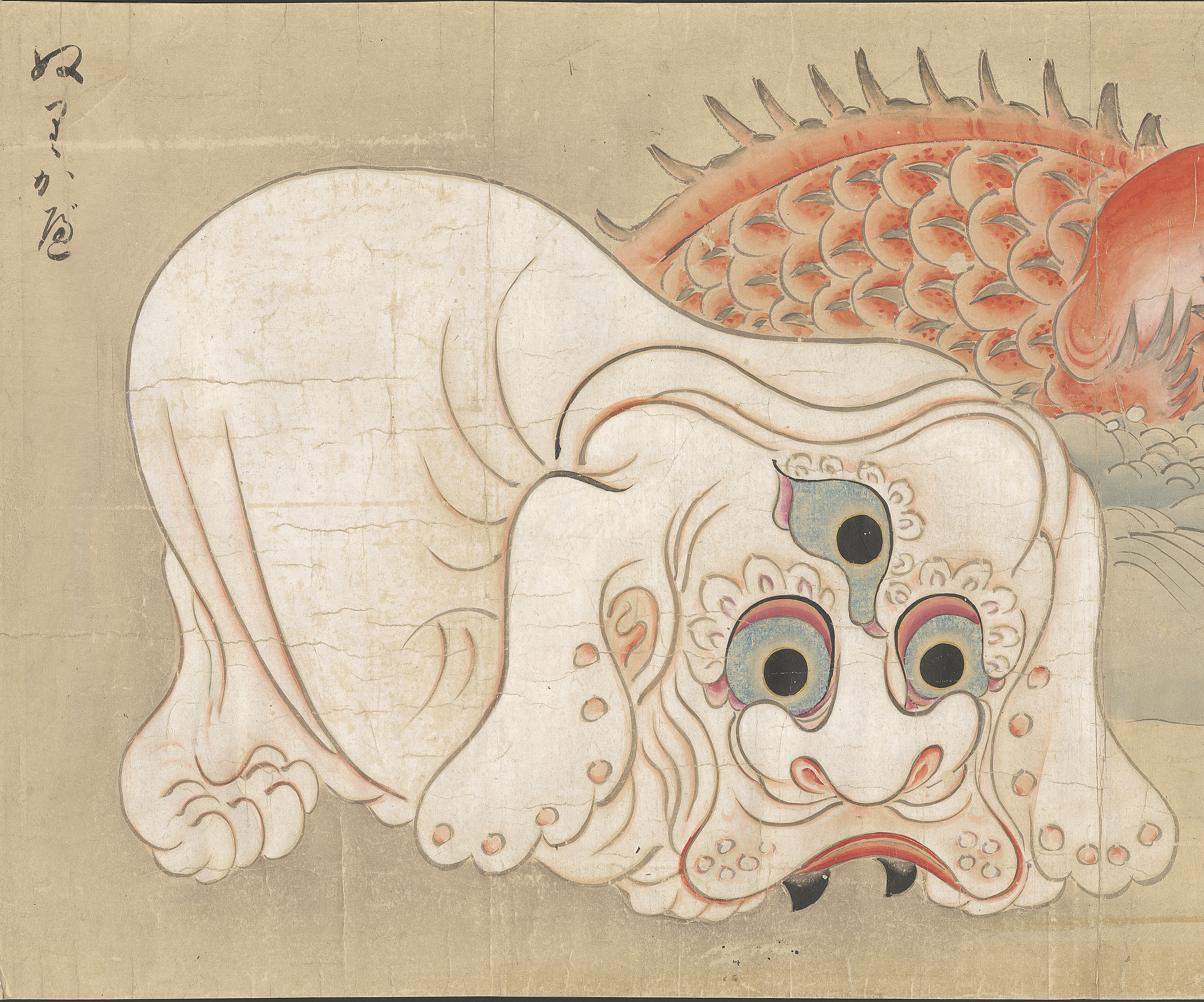
Nurikabe（ぬりかべ）来自『化物之绘』(约1700年），Harry F. Bruning日本书籍和手稿集，L。Tom Perry特别收藏，Harold B. Lee图书馆，杨百翰大学。

塗壁是日本福岡縣傳說的妖怪。在夜晚的步道中，若前方突然冒出一個無法讓你繞過的牆壁便是妖怪「塗壁」，要讓它消失的方法是拿起棒子朝它的下方攻擊。

## 相关
鬼打墙